# Paolo Galluzzi
Pour les articles homonymes, voir Galluzzi.
Paolo Galluzzi né à Florence en 1942) est un historien de la science italien.

## Biographie
Depuis 1982  Paolo Galluzzi est directeur du Musée Galilée – Institut et musée d’histoire de la science de Florence. Il a été professeur d’histoire de la science à l’université de Sienne de 1979 à 1994 et à l’université de Florence de 1994 à 2010. De 1991 à 2007 il a été directeur de Nuncius, revue internationale d’histoire des sciences. Il a été membre du Conseil national des biens culturels de la République italienne et a siégé au conseil scientifique de revues et institutions culturelles italiennes et étrangères. Il a été président du Comité scientifique international mis en place par la Fondation Nobel de Stockholm afin de réaliser le Musée Nobel. Actuellement il est président de la Commission pour l’édition nationale des manuscrits et des dessins de Léonard de Vinci et pour la mise à jour de l’édition nationale des œuvres de Galilée. Il est membre de l’Académie royale des sciences de Suède, de la Société américaine de philosophie et de l’Académie des Lyncéens.
Ses recherches se sont concentrées sur Léonard de Vinci, sur les scientifiques et les ingénieurs de la Renaissance, sur Galilée et son École, sur les académies scientifiques européennes, sur l’histoire des instruments scientifiques, des musées et des collections technico-scientifique, sur l’historiographie de la science. Il s’est dédié, en outre, à l’histoire de la recherche scientifique dans l’Italie post-unitaire, à des projets d’organisation de la recherche et de diffusion de la culture scientifique.
Il est à l’origine de nombreuses expositions portant sur des thèmes historico-scientifiques, présentées en Italie et à l’étranger, et a conçu des systèmes informatiques et des applications multimédia sur des thèmes d’histoire des sciences et des techniques.

## Ouvrages
Il a publié de nombreux ouvrages sur le thème de ses recherches.
Parmi les plus récents on peut mentionner : 
- Tra atomi e indivisibili. La materia ambigua di Galileo, Florence, Olschki, 2011,  (ISBN 9788822260888) ;
- «Libertà di filosofare in naturalibus». I mondi paralleli di Cesi e Galileo, Rome, Accademia Nazionale dei Lincei, 2014,  (ISBN 9788821810923).
- Storia della Scienza (direction), éditeur Einaudi, série éditoriale de la Biblioteca della Scienza Italiana.